# 台東区立柏葉中学校
台東区立柏葉中学校（たいとうくりつ はくようちゅうがっこう）は、東京都台東区下谷に所在する区立中学校。

## 概要
2002年（平成14年）4月1日に台東区立下谷中学校と台東区立竜泉中学校を統合して開校した学校である。この学校の特色としては特別支援学級（5組）と難聴学級があることが挙げられる。
現在、この学校のある場所は合併元の下谷中学校のあった場所であり、校舎も下谷中学校から引き継いでいる。また、下谷中学校に開設されていた特別支援学級と難聴学級も引き継いでいる。

## 沿革
- 2002年（平成14年）4月1日 - 下谷中学校と竜泉中学校の統合による「柏葉中学校」開校。
- 2010年（平成22年）3月 - 校舎耐震・改修工事が完成。
- 2010年（平成22年）4月 - 教科教室型の教育活動が始まる[4]。

## 施設
校舎は校舎棟と体育館棟からなり、体育館棟2・3階が第二体育館、体育館棟4・5階が第一体育館と体育館が2つある珍しい学校である。空調設備が付いているのは第一体育館のみのため、基本的には第一体育館を使用する。
その他の施設として、たいとうこども園（旧・台東幼稚園）は校舎棟1階、下谷こどもクラブは校舎棟2階に、西部区民事務所と金杉区民館は体育館棟1階と2階の一部に入居している。
また、かつては台東区立台東小学校も同施設にあったが、2006年4月1日に台東区立金曽木小学校に併合された。
校庭には100mトラックの直線コースがあるほか、プールがあるが、校庭の一部として使用するために夏季の水泳授業の期間以外はプールに蓋ができる構造になっている。
運動会は毎年台東リバーサイドスポーツセンターにて行われることが通例となっている。

## 特別支援教育
特別支援学級（5組）と難聴学級があるがどちらも台東区内で唯一である。5組の生徒は通常学級の生徒とは学校行事や部活動等で一緒に活動している。
難聴学級では、防音対策を施された特別教室で国語・英語・数学の3教科を中心に受けている。授業内容は、通常学級と同じ教材、教科書を使っている。試験も同じものを使い、評価も同じ基準でされる。また、難聴学級の生徒は全校集会などでPSPを使用した字幕表示システムの支援を受けられる。

## 教育目標
自他の尊重を教育活動の基盤とし、個性豊かで自主性や創造性に富む生徒、社会の変化に柔軟に対応し、地域社会の発展に寄与できる生徒を育てる。
このため、前期中等教育に必要な知識・技能を習得・活用させ、次の教育目標を達成していく。
自主 ＝ 知を求め、技を磨く
共生 ＝ 命を貴び、共に働く
健康 ＝ 体を鍛え、心を耕す

## 部活動
- 運動部[13]
  - 陸上部
    - 都大会出場などの成績を残している。

  - バドミントン部
    - 2019年度に関東大会出場者が1人という成績を残している。

  - 野球部
  - バスケットボール部
  - 5組スポーツ部
  - ソフトテニス部
  - バレーボール部

- 文化部[14]
  - 吹奏楽部
    - 3年連続東京都中学校吹奏楽コンクールで金賞を受賞、青少年フェスティバル（下町っ子祭り）などの地域行事にも数多く参加している。

  - 美術部
  - クリエーション部
  - 演劇部
  - パソコン部
  - 手話部
    - 全校朝礼をはじめとして各種行事で手話通訳や要約筆記通訳を行っている。また、文化祭では、ミュージックサインダンスと呼ぶ手話をつけたダンスを披露している。

  - 5組パソコン部

## 校章・校歌
柏葉中学校の校章は、2枚の柏の葉を重ねた図案となっているが、これは合併した下谷・竜泉両中学校の校章が共に柏の葉の校章を使用していたことに由来する。
校歌は松井孝夫が作詞・作曲をした。歌詞の中では竜泉・下谷といった合併した学校の地名や「朝顔まつり」や「酉の市」といった地域の祭りが出てくる。

## 学区
台東区では学校選択制度を導入しており、区内在住であれば通学区域外からでも通うことができ、逆に通学区域内から通学区域外の学校に通うことも可能である。また、難聴学級においては台東区外からも通級することができる。

## 所在地
東京都台東区下谷3-1-29

## 交通
- 東京メトロ日比谷線入谷駅を出て、北へ約3分。
- JR山手線・京浜東北線鶯谷駅北口より、徒歩13分[17]。
- 都営バス「下谷三」下車徒歩3分。
- 台東区循環バスめぐりん「北めぐりん」18番停留所、「ぐるーりめぐりん」4番停留所「下谷三丁目」下車徒歩5分[18]。

## その他
- 2013年4月12日午前7時45分から放送のNHK総合 「NHKニュース おはよう日本」にて柏葉中での「コミューン」を使用している様子などが放送された[19]。
- 2014年3月26日午前5時50分から放送の日本テレビ「ZIP!」の「HATE?NAVI」コーナーにて卒業式後の様子などが放送された[20]。
- 2014年9月14日午後6時30分から放送のTBS「夢の扉+ コミュニケーションをバリアフリーに！」にて柏葉中での「コミューン」を使用している様子などが放送された[21]。
- 2014年12月20日にNPO法人日本ユニバーサルサウンド・デザイン協会より理事長の中石真一路とレーシングドライバーの横溝直輝が訪問し、「きこえのあしながさん」プロジェクトとして難聴学級に「コミューン」を寄贈した[22][23]。柏葉中では「コミューン」の試作機の段階から協力をしていた。
- 2015年11月8日午後7時00分から放送のNHK BS1「奇跡のレッスン～世界の最強コーチと子どもたち～「バスケットボール編」(前編)」にて柏葉中の男子バスケットボール部が取り上げられた[24]。